# إريك أنغ
اريك أنغ هو لاعب رماية فلبيني، ولد في 2 فبراير 1971. مثّل بلده في الألعاب الأولمبية الصيفية 2008. خسر المنافسة على الميداليات ما وضعه في المركز 30 في الجولات التأهيلية في اليوم الثاني من البطولة.

## وصلات خارجية
- إريك أنغ على موقع أوليمبيديا (الإنجليزية)